# 瑞云寺 (福州)
瑞云寺，位于福建省福州市晋安区象园村，是一座汉传佛教尼寺。

## 简介
瑞云寺始建于1896年。该寺因供奉肉身得道的当地人柯云尘的真身（后来称为“柯文佛”）而知名。该寺占地面积达到560多平方米，建筑面积达到870多平方米，殿堂共计24间。截至2013年，该寺常住有两位老年比丘尼，分别是70余岁的该寺住持释明参，以及另一位80多岁的比丘尼。
2010年3月底，王庄危旧房改造项目开始动迁，瑞云寺和柯氏宗祠一道被划入拆迁范围。但瑞云寺常住僧人以及几位居士称，该寺一直没有收到任何拆迁通知，该寺僧团也一直无法找到拆迁人协商拆迁协议。2012年下半年，该寺住持释明参被通知参加会议，会上她被告知瑞云寺拆迁计划；而且在没有达成拆迁协议时，拆迁方便在紧邻瑞云寺之处新建了一座“瑞云禅寺”，声称用作安置。瑞云寺方面并未接受拆迁计划及安置办法，曾多次向福州市民族与宗教事务局和福建省民族与宗教事务厅递交《关于福州象园瑞云寺遭非法强拆的投诉信》，但未获回应。在该投诉信中，瑞云寺方面表示：
……有关部门和人员利用职权，公然违反《福建省城市房屋拆迁管理条例》（2002年9月29日公告）、《关于城市建设中拆迁教堂、寺庙等房屋问题处理意见的通知》（国宗发〔1993〕21号）规定，未经寺院负责人和当地广大村民同意，由晋安区民族与宗教事务局郑XX副局长一手精心策划、操纵安排象园瑞云寺拆迁安置工作。其曾多次在不同场合口头以通牒、要挟、逼迫等方式威逼寺院负责人立即同意拆迁，并曾扬言：若拒不搬迁，将派晋安区佛教协会人员进驻寺院进行整顿，进行行政干预；如果经过整顿拒不配合搬迁，将强行解除释明参的住持身份……
2013年6月21日，晋安区民族与宗教事务局下达给瑞云寺一封“查账”书面通知，通知中称该局即将检查瑞云寺的财务。释明参及居士均称，晋安区民族与宗教事务局的Z副局长曾说，若瑞云寺不能说明10年来的财务明细，将命令两位老比丘尼立刻搬走，并将住持释明参送去劳改，Z副局长还曾说，若查账结果不符合要求，两位老比丘尼只有三条路：一，按照要求放弃旧寺、迁入新寺；二，若不接受新寺的安置，自行转投其他寺；三，给点钱打发回家。2013年7月11日，福州市晋安区王庄危旧房改造拆迁工作指挥部写出《关于福州象园瑞云寺搬迁情况说明》。2013年10月25日，在晋安区民族与宗教事务局的安排下，背着瑞云寺，拆迁办与晋安区佛教协会秘密签订了拆迁协议。这代表拆迁协议甲方拆迁办的补偿款不会交给瑞云寺，补偿款去向不明。
2013年12月6日，瑞云寺住持释明参赴福建省民族与宗教事务厅反映情况。2013年12月7日晨，在未知会的情况下，瑞云寺遭到几十名身份不明者包围，整个寺院被彻底毁灭，佛像被推倒砸毁，两位驻寺老比丘尼被逐出寺院。政府同时成立了一个所谓村民管委会，接管瑞云寺，瑞云寺僧团被彻底驱逐。此即震动中国大陆佛教界的“瑞云寺事件”，也是中国大陆宗教界权益受到严重损害的代表性事件之一。佛教界对此反应强烈，中国佛教协会常务理事释圣凯直斥此次事件为“种种惨状仿如文革重来”。